# Ljustorp
Ljustorp is een plaats in de gemeente Timrå in het landschap Medelpad en de provincie Västernorrlands län in Zweden. De plaats heeft 197 inwoners (2005) en een oppervlakte van 66 hectare.